# Triss (personaggio)
Triss è un personaggio della trilogia di Shannara scritta da Terry Brooks, introdotto ne La regina degli Elfi di Shannara.

## Storia
Triss è il Capitano della Guardia Nazionale elfica lungo il periodo della Tetralogia degli Eredi di Shannara ed accompagna sia Ellenroh che Wren Elessedil nel tentativo di riportare la nazione Elfa, magicamente contenuta nello scettro Loden, alle Quattro Terre. Diventa il fedele protettore di Wren dopo la morte di Garth, prendendosi cura di lei e supportandola davanti ai membri dell'Alto Consiglio Elfo, inizialmente sospettosi nei confronti della nuova Regina. La seguirà poi nella battaglia contro la Federazione.